# 海尔纳德
海尔纳德，是匈牙利佩斯州所辖的一个村。总面积27.06平方公里，总人口4064，人口密度150.2人/平方公里（2011年1月1日）。